# Ante Ercegović
Ante Ercegović (Jesenice kraj Splita, 25. listopada 1895. – Split, 25. travnja 1969.), hrvatski biolog, algolog, oceanolog i katolički svećenik.

## Životopis
Rođen je 25. listopada 1895. u Jesenicama kraj Splita. Srednju školu završio je u Splitu, kao i studij teologije. Zatim studira prirodne znanosti (botanika, zoologija, geologija, zemljopis) na Filozofskim fakultetima Sveučilišta u Ljubljani i Zagrebu. Doktorirao je na Botaničkom zavodu Filozofskog fakulteta (danas Prirodoslovno-matematički fakultet) u Zagrebu; u doktorskoj disertaciji je obradio litofitsku vegetaciju vapnenaca i dolomita u Hrvatskoj. Iste godine polaže i profesorski ispit za prirodopis i zemljopis.
Radio je 1924./25 kao asistent na Botaničkom zavodu tadašnjeg Filozofskog fakulteta u Zagrebu, a od 1925. do 1932. kao profesora na biskupskoj gimnaziji u Splitu. Zbog specijalizacije i usavršavanja iz područja oceanologije godine 1928./29. boravi u Parizu, a 1932. u Berlinu, Hamburgu i Helgolandu. Godine 1938. boravio je u Napulju i Monaku. Od 1932. godine djeluje u Institutu za oceanografiju i ribarstvo u Splitu gdje vodi laboratorij za morsko bilje. Godine 1938. bio je zamjenika upravitelja na Institutu, a zatim je izabran i za upravitelja. Prilikom osnivanja Trećeg stupnja nastave na Biološkom odjelu Prirodoslovno-matematičkog fakulteta u Zagrebu, 1960. godine, izabran je za honorarnog redovitog profesora za predmete „Ekologija morskih alga” i „Vegetacija Jadrana”. Umirovio se 1965. godine. Umro je 25. travnja 1969. u Splitu.
Bio je član Hrvatskog prirodoslovnog društva, Društva za proučavanje i razvitak pomorstva Jugoslavije, Nacionalne komisije za istraživanje Jadrana i International Phycological Society. Od 1959. godine pa sve do smrti bio je član uredništva časopisa „Acta botanica Croatica”.
Bio je dugogodišnji član Instituta za oceanografiju i ribarstvo u Splitu i dopisni član Jugoslavenske akademije znanosti i umjetnosti u Zagrebu (1965.). Godine 1964. dobio je nagradu grada Splita za znanstveni rad, a 1966. dodijeljena mu je republička nagrada »Ruđer Bošković«.
Novootkrivenim vrstama alga davao je imena po hrvatskim krajevima (Dalmatella, Yadranella) ili hrvatskim botaničarima (Voukiella).

## Djela
- „Život mora” (1949.)[1]
- „Jadranske cistozire” (1952.)[1]
- „Jadranska flora zelenih, smeđih i crvenih alga u odnosu prema dubini” (1964.)[1]

### Članci
- Pavletić, Zlatko. 1970. Dr Ante Ercegović — In memoriam. Acta Botanica Croatica. Prirodoslovno-matematički fakultet Sveučilišta u Zagrebu. Zagreb. 29 (1): 9–16

### Mrežna sjedišta
- Ercegović, Ante. Hrvatska enciklopedija, mrežno izdanje. Pristupljeno 7. studenoga 2024.